# 沈鉉稷
沈 鉉稷（シム・ヒョンジク、朝鮮語: 심현직、1919年3月1日 - 2012年4月30日）は、大韓民国の政治家、実業家。第10代大韓民国国会議員。
本貫は豊山沈氏。儒教の信者。

## 経歴
1919年3月1日に生まれた。礼山公立農業学校（現: 礼山農業専門大学）を卒業後に延世大学校経営大学院を修了し、瑞寧中学校、瑞寧高等学校の財団理事長や企業の社長や会長職を務め、第10代総選挙に民主共和党の公認で立候補して当選し、国会議員となった。
2012年4月30日、持病により93歳で死去した。